# Lysibia trochanterica
Lysibia trochanterica är en stekelart som beskrevs av Henry Keith Townes, Jr. 1983. Lysibia trochanterica ingår i släktet Lysibia och familjen brokparasitsteklar. Inga underarter finns listade i Catalogue of Life.